# Flikmålla
Flikmålla (Atriplex calotheca) är ganska sällsynt och växer på södra och sydvästra Sveriges havsstränder. Den är vanligen grön och slät, mera sällan något mjölig; blad och fruktskärmar är smalflikiga.
Tidigare räknades flikmållan till familjen mållväxter (Chenopodiaceae), men denna familj ingår numera helt i familjen amarantväxter.